# NGC 522
NGC 522 é uma galáxia espiral (Sbc) localizada na direcção da constelação de Pisces. Possui uma declinação de +09° 59' 40.12" e uma ascensão recta de 1 horas, 24 minutos e 45,9 segundos.
A galáxia NGC 522 foi descoberta em 25 de Setembro de 1862 por Heinrich Louis d'Arrest.